# ديفيد سيردا
ديفيد سيردا (بالإنجليزية: David Cerda)‏ هو كاتب مسرحي أمريكي، ولد في 13 يونيو 1961.